# Merchandising
El merchandising (término inglés compuesto por la palabra merchandise, cuyo significado es «mercancía» y la terminación -ing, que significa «acción»), promoción comercial o comercialización, es la parte de la mercadotecnia que tiene por objeto aumentar la rentabilidad en el punto de venta. Son actividades que estimulan la compra en el punto de venta. Es el conjunto de estudios y técnicas comerciales que permiten ofrecer el producto o servicio en las mejores condiciones, tanto físicas como psicológicas, al consumidor final. En contraposición a la presentación pasiva, se realiza una presentación activa del producto o servicio utilizando una amplia variedad de mecanismos que lo hacen más atractivo: colocación, presentación, etc.
El merchandising incluye toda actividad desarrollada en un punto de venta, que pretende reafirmar o cambiar la conducta de compra, a favor de los artículos más rentables para el establecimiento. Los objetivos básicos del merchandising son: llamar la atención, dirigir al cliente hacia el producto, facilitar la acción de compra.
Merchandising es el conjunto de técnicas basadas principalmente en la presentación, la rotación y la rentabilidad, comprendiendo un conjunto de acciones llevadas a cabo en el punto de venta destinadas a aumentar la rentabilidad, colocando el producto en el lugar, durante el tiempo, en forma, al precio y en la cantidad más conveniente.
En el ámbito popular también se usa el término merchandising para referirse a los productos publicitarios o a los productos licenciados.

## Un espacio, dos merchandising
Por otra parte, la American Marketing Association (AMA), en su diccionario recuerda que esta palabra tiene dos significados distintos:

Puede (1) referirse a las actividades promocionales que los fabricantes realizan en las tiendas, tales como expositores específicos para sus artículos, o puede (2) identificar la gestión y toma de decisiones de los minoristas respecto a un artículo o línea de artículos.

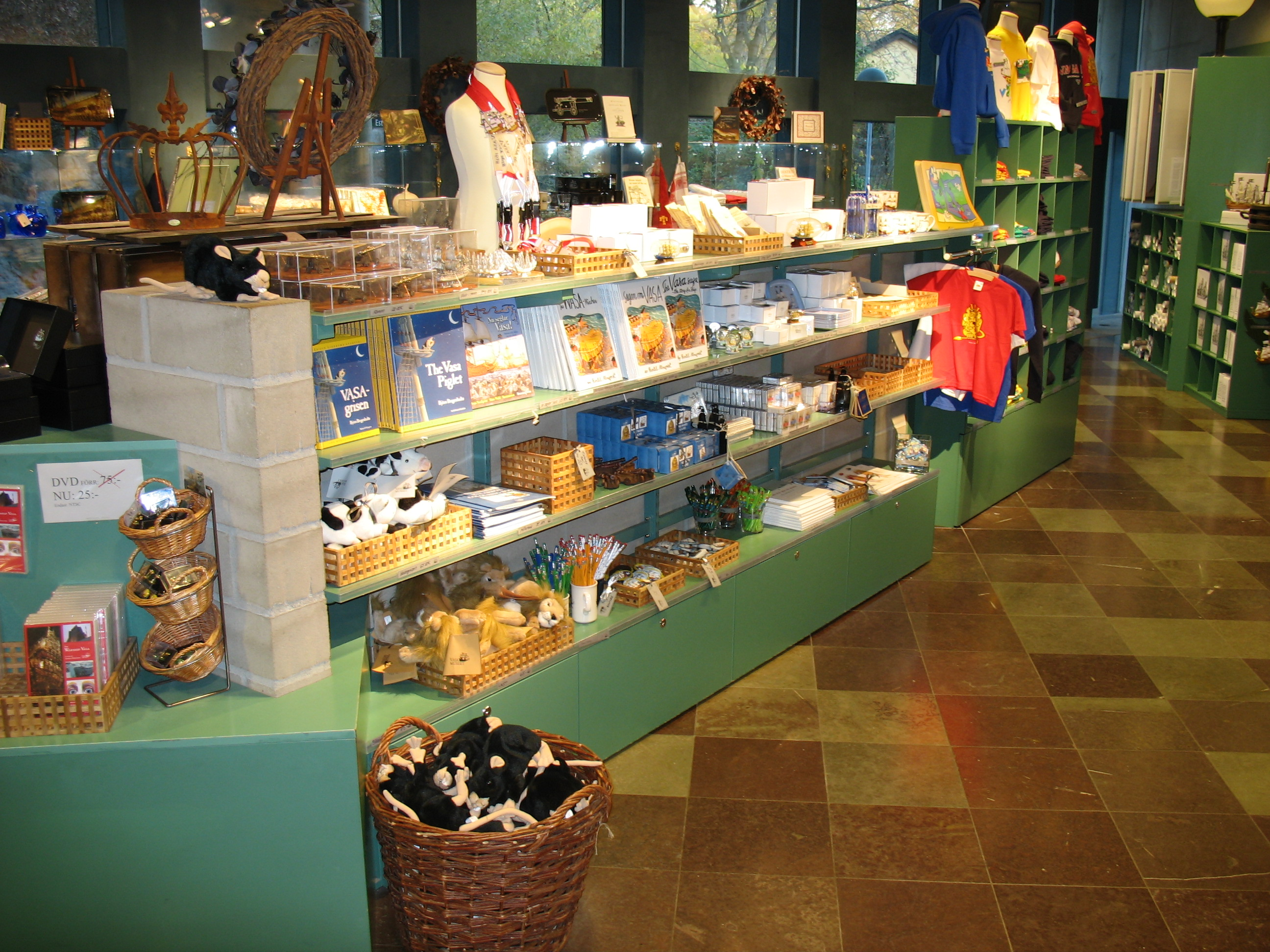
Góndola en la tienda del museo Vasa, en Estocolmo (Suecia).

Mientras que el fabricante vende un producto o conjunto de productos relativamente pequeño, el distribuidor comercializa una gama completa de productos, llamada «surtido».
Por otra parte, cuando el fabricante diseña su producto tiene en mente un mercado potencial muy amplio, que en muchos casos abarca diversos países. Sin embargo, el distribuidor está orientado a su zona de influencia, de donde provienen sus clientes actuales y potenciales.
Así se establece la diferencia entre:
- Merchandising del fabricante: acciones del fabricante de un producto en el punto de venta, tanto las orientadas al comprador como las orientadas al propio establecimiento o su personal, para lograr una presencia adecuada de sus productos en el punto de venta.
- Merchandising del distribuidor: acciones del minorista en su establecimiento, que busca no sólo vender los artículos de su surtido sino también optimizar la rentabilidad de la superficie dedicada a la venta.

## Elementos
A continuación se enumeran algunos de los elementos utilizados en el merchandising:
- Ubicación preferente de producto: Se trata de situar el producto en lugares donde aumentan las posibilidades de ser adquirido por el consumidor. En supermercados y superficies de libre servicio son las cabeceras de góndola, los estantes a la altura de los ojos y las zonas cercanas a las cajas.
- Pilas y exposiciones masivas de producto: Dan sensación de abundancia y suelen provocar un positivo efecto en los compradores.
- Contenedores expositores descubiertos: Si los productos están desordenados dan sensación de ganga.
- Extensiones de lineal: Disposiciones adicionales de las estanterías destinadas a hacer sobresalir un producto del resto.
- Mástiles: (Por analogía con el mástil de un barco). Carteles rígidos sostenidos por un asta en los que se anuncian ofertas o productos.
- Mensajes anunciadores: Se cuelgan en las paredes, el mobiliario o el techo del establecimiento.
- Señalizadores: Indicadores como flechas o líneas en el suelo que sirven para dirigir el tráfico y la atención de los consumidores.
- Publicidad en el lugar de venta o PLV: Expositores, stands o presentadores de producto de carácter permanente o temporal; cajas expositoras y displays.
- Demostraciones y degustaciones: Suelen tener mucha aceptación en los establecimientos y provocar importantes incrementos de venta. Las demostraciones se realizan para productos de uso como electrodomésticos y las degustaciones para alimentos y bebidas.
- Animación en punto de venta: Conjunto de acciones promocionales que se celebran en un establecimiento durante un tiempo determinado con motivo de un acontecimiento particular. Por ejemplo: Semana fantástica, Vuelta al cole, Día de San Valentín, etc.
- Vendedor silencioso: Estrategias de presentación y empaquetado (formas, colores llamativos, imágenes o frases llamativas...) que llamen a consumir el producto.

## Objetos promocionales
Otra acepción común de merchandising es la que se refiere a los objetos o regalos promocionales. Se trata en general de objetos de pequeño valor económico que una empresa distribuye a consumidores de forma gratuita y que llevan impresa una marca de la que se quiere hacer promoción. Varían en tamaño y valor, de acuerdo con los objetivos de la campaña de comunicación.
En la actualidad los objetos de merchandising se utilizan por innumerables empresas para lograr la atracción de nuevos clientes y compradores hablando de un ambiente comercial que brinde un buen producto y/o servicio. Las empresas buscan llamar la atención de los compradores con productos de merchandising innovadores, por así decirlo, fuera de lo común, gastando así fortunas en creaciones tanto para vender, como para regalar a clientes destacados. Para dar ejemplos específicos de productos de merchandising podemos citar: lapiceros, llaveros, gorros e innumerables productos muy costosos a los fines de agasajar a sus clientes tradicionales, como así también vender a los mismos aquellas cosas que anhelan con la marca de la empresa a la que los mismos representan.

## Productos licenciados

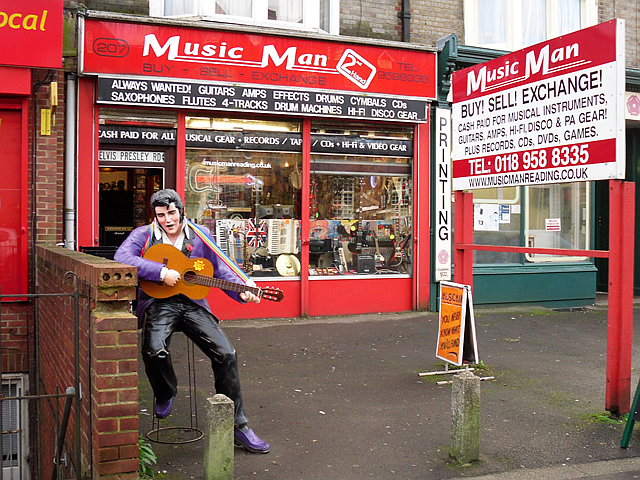
Imagen publicitaria de Elvis en la entrada de una tienda de instrumentos musicales

Relacionado con los objetos promocionales, aunque sin su carácter gratuito, están los productos licenciados. Un producto licenciado es aquel que se vende apoyado fundamentalmente en la marca o imagen de otro producto, servicio o personaje popular. Estos productos también reciben a menudo la denominación de «merchandising» tanto popularmente como por parte de las empresas fabricantes, aunque esta no es una nomenclatura académica ni técnica.
Un ejemplo histórico de este tipo de «merchandising» se dio, dentro de la industria de la música, con la irrupción de Elvis Presley en el plano escénico a partir de sus grabaciones para la compañía Sun Records y sus giras en 1954. Su notable éxito motivó a que con la posterior representación de su segundo mánager el Coronel Tom Parker, este explotase la figura de Elvis creando por primera vez un gran merchandising alrededor de la figura de una estrella musical al mismo tiempo que la música de Elvis y su puesta en escena gestaba y consolidaba un mercado de música para adolescentes.